# Direction de la Surveillance du territoire
« DST » redirige ici. Pour les autres significations, voir DST (homonymie).
 (mai 2022).
Si vous disposez d'ouvrages ou d'articles de référence ou si vous connaissez des sites web de qualité traitant du thème abordé ici, merci de compléter l'article en donnant les références utiles à sa vérifiabilité et en les liant à la section « Notes et références ».
La direction de la Surveillance du territoire (DST) était un service de renseignement du ministère de l'Intérieur, au sein de la direction générale de la Police nationale, chargé historiquement du contre-espionnage en France. Le 1er juillet 2008, la DST a fusionné avec la direction centrale des Renseignements généraux au sein d'une nouvelle direction, la direction centrale du Renseignement intérieur (DCRI), devenue direction générale de la Sécurité intérieure (DGSI) en 2014.
Au-delà du contre-espionnage, la DST a pris en charge la lutte antiterroriste, la lutte contre la prolifération (matériel sensible ou militaire) et la protection du patrimoine économique et scientifique français (intelligence économique).
L'identité des personnels ainsi que la nature des opérations auxquelles ils participaient relèvent du secret de la défense nationale.

## Histoire
La Direction de la Surveillance du territoire est l'héritière du Contrôle général de la Surveillance du territoire (CGST), un service de police créé en 1934 au moment de la création de la Direction générale de la Sûreté nationale. Renforcée en 1937 par le Front populaire, elle permet l'arrestation de nombreux espions allemands pendant la Seconde Guerre mondiale. Plusieurs de ses membres rejoindront d'ailleurs la Résistance.

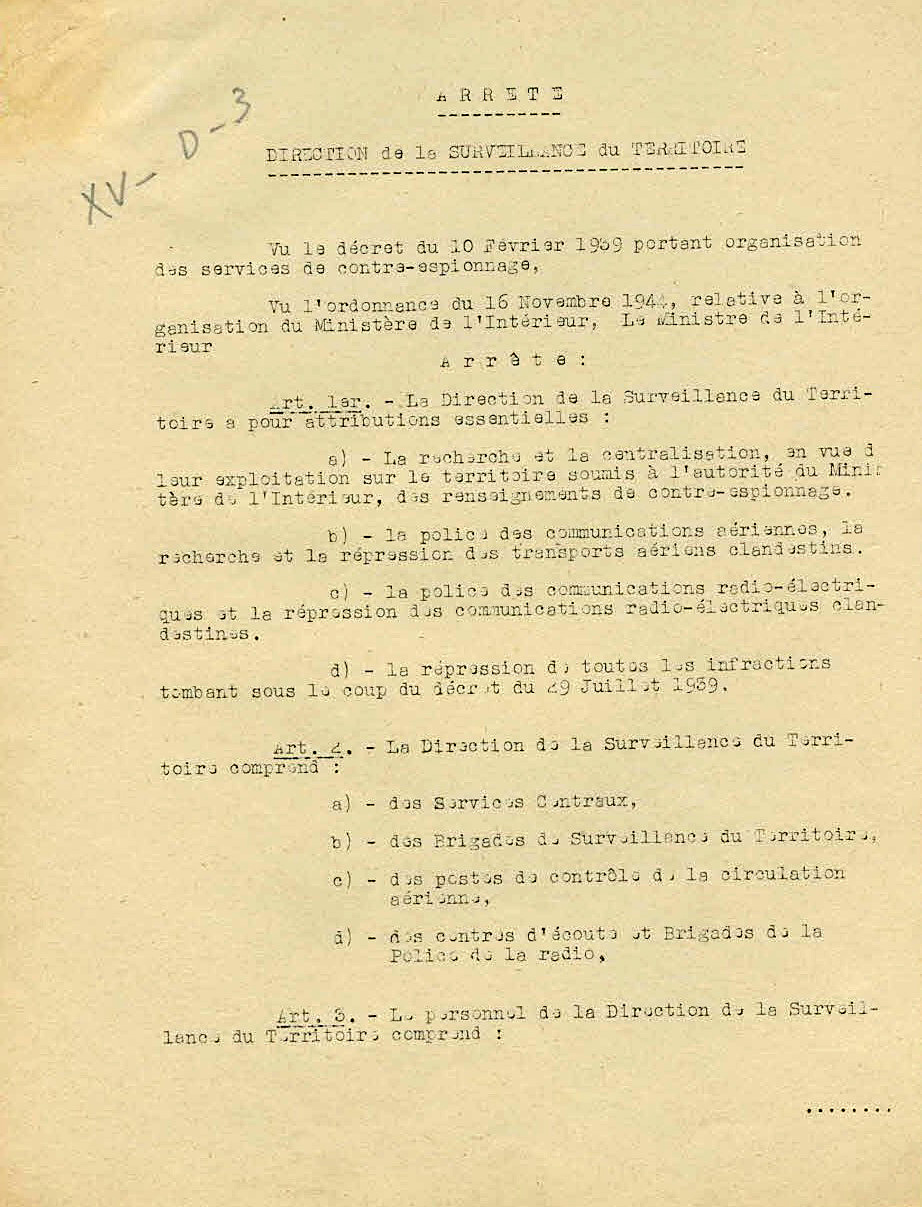
Arrêté dactylographié du ministre de l'Intérieur précisant l'organisation de la Direction de la surveillance du territoire (DST), créée par ordonnance le 16 novembre 1944 (Archives nationales de France).

La DST succède à la ST par une ordonnance du 16 novembre 1944, signée du général de Gaulle et relative à l'organisation du ministère de l'Intérieur, que vient compléter un arrêté du 22 novembre 1944. Elle est confiée à Roger Wybot, qui avait dirigé à Londres, à partir de décembre 1941, la section de contre-espionnage du Bureau central de renseignements et d'action (BCRA).
Le général de Gaulle fixe ses attributions et ses structures internes. La tâche dévolue aux « documentalistes » de ce service nouveau et interne à la DST consistait principalement à identifier par recoupement les résidents étrangers suspectés de se livrer à des activités d'espionnage et de terrorisme ainsi que, en cas d'arrestation d'un suspect, de préparer les schémas d'interrogatoires. Pour cela, la DST devait exploiter les informations transmises par les agents de terrain et à mettre à jour un fichier nominatif. Lors de sa création, la DST a également pour mission de traquer les anciens criminels de guerre et collaborationnistes.
Les succès majeurs de la DST furent :
- l'identification d'une source des agents soviétiques, Georges Pâques, haut fonctionnaire français en poste à l'OTAN,
- l'arrestation de Kranick et Bammler, agents de la Stasi,
- l'exploitation de Farewell (cf. infra),
- l'arrestation du terroriste international Ilich Ramírez Sánchez dit « Carlos ».

## Missions
Dernièrement, les grandes missions de la DST étaient le contre-espionnage intérieur, la protection du patrimoine industriel, scientifique et technologique ainsi que la lutte contre le terrorisme intérieur. La DST s'articulait autour de quatre grandes divisions :
- division de la surveillance du monde musulman et contre-terrorisme ;
- division sécurité, protection du patrimoine et prolifération ;
- division contre-espionnage intérieur ;
- division des services techniques et de l'informatique.

Les liens traditionnels que la France entretient avec l'Afrique, le Proche-Orient et le Moyen-Orient avaient contribué à faire de la DST l'un des services de renseignements occidentaux les plus performants en matière de contre-terrorisme islamiste radical.
La DST assurait des missions se rapportant à la défense, dirigées sur la recherche, la prévention et la lutte contre toutes les activités inspirées ou soutenues par des puissances étrangères et de nature à menacer la sécurité et la souveraineté du pays et de son patrimoine à tous les niveaux.
Elle est organisée en services centraux (de compétence nationale) et en services territoriaux. Elle entretenait également des antennes dans certains pays étrangers.
La DST était responsable de la police des communications radio (PCR), c'est-à-dire la recherche d'émetteurs clandestins grâce à des stations d'écoute. Un plan national des fréquences est programmé sur un ordinateur, et toute émission non répertoriée provoque ainsi un état d'alerte. Il est alors procédé à l'enregistrement du contenu de l'émission et à sa localisation.
La DST de par ses attributions était chargée de protéger les entreprises françaises contre l'espionnage économique, scientifique et industriel. Ces cas d'espionnage se sont considérablement développés au cours des dernières années, ils constituent désormais 60 % des cas détectés, contre 40 % pour l'espionnage politique, diplomatique et de défense : un nombre important d'entreprises françaises font l'objet d'espionnage de la part de puissances étrangères.

## Localisation et effectifs
Le siège de la DST se trouvait :
- au ministère de l'Intérieur, place Beauvau dans le 8e arrondissement de Paris, jusqu'en 1985 ;
- au 7 rue Nélaton dans le 15e arrondissement de Paris, de 1985 à juillet 2007 (48° 51′ 11″ N, 2° 17′ 19″ E) ;
- au 84 rue de Villiers à Levallois-Perret (Hauts-de-Seine), jusqu'au 30 juin 2008 (48° 53′ 33″ N, 2° 16′ 39″ E).

L'organisation exacte et l'identité des agents qui y travaillaient sont couverts par le secret de la défense nationale (avis du Conseil d'État du 19 juillet et du 29 août 1974). Ses effectifs étaient de 1 419 fonctionnaires au 1er janvier 2000. Depuis les attentats du 11 septembre 2001, les effectifs et les moyens mis en œuvre dans la lutte antiterroriste ont augmenté de façon significative : avant sa fusion en 2008 avec la DCRG au sein de la nouvelle DCRI, les effectifs de la DST étaient voisins de 1 800 fonctionnaires et personnels administratifs inclus.

## Organisation

### Hiérarchie
La DST était subordonnée à la direction générale de la Police nationale (DGPN), elle-même placée sous l'autorité du ministre de l'Intérieur lui-même sous l'autorité du Premier ministre.

### Services
Parmi les autres services centraux, on trouvait un service de documentation et d'exploitation qui assurait la centralisation de tous les renseignements recueillis par les fonctionnaires du service et qui bénéficiait de sections spécialisées en province. Le but de ce service était d'assurer un contrôle total des documents liés aux informateurs et aux agents (simples ou doubles), depuis leur recrutement jusqu'à la cessation de leurs rapports avec le service.
En ce qui concerne les activités dans le domaine de l'informatique, la DST a aussi créé un département des systèmes informatiques en 1986.
Le 27 juin 1975, la division Moyen-Orient de la DST s'est vu attribuer des moyens humains et matériels supplémentaires afin de lui permettre de s'impliquer plus sérieusement dans les affaires de terrorisme. Elle disposait ainsi de moyens plus importants que les autres divisions de la DST : voitures rapides, matériel de photographie très sophistiqué pour l'époque, et des moyens permettant de réaliser des écoutes téléphoniques, des récepteurs et émetteurs pour marquer et suivre des véhicules ou des personnes. Ces techniques étaient à l'avant-garde de nombre de services de contre-espionnage en Europe et dans le monde à cette époque.

### Organisation territoriale
Il existait une antenne de la DST par région militaire et par zone de défense répartie sur l'ensemble du territoire :
- 7 directions régionales :
  - Lille
  - Rennes
  - Bordeaux
  - Marseille
  - Metz
  - Lyon
  - Tours ;
- 4 détachements :
  - Antilles-Guyane
  - Réunion
  - Polynésie
  - Nouvelle-Calédonie.

### Groupe de soutien opérationnel et d'interpellations
La DST bénéficiait d'un groupe d'opérateurs du RAID. Les fonctionnaires de ce corps d'élite de la Police nationale assistaient les enquêteurs de la DST pour les interpellations et leurs protections depuis 1987. Ainsi, dans Paris et en Île-de-France, le RAID entretenait une astreinte pour la DST de 8 à 24 opérateurs du groupement d'intervention, pour sécuriser les lieux et procéder à l'effraction et à l'interpellation des individus incriminés.
Pour les directions régionales en province, la DST était aidée et soutenue par les groupes d'intervention de la police nationale (GIPN) et par les BREC (devenues BRI) de la direction centrale de la Police judiciaire (DCPJ) décentralisées au niveau des services régionaux de Police judiciaire (SRPJ) pour les mêmes tâches de sécurité et de protection que le groupement d'intervention RAID.

### Directeurs de la surveillance du territoire
Les directeurs de la surveillance du territoire ont été successivement :
| Directeur de la surveillance du territoire | Décret de nomination | Décret de nomination |
| ------------------------------------------ | -------------------- | -------------------- |
| Roger Wybot                                | 30 novembre 1944     | [ a ]                |
| Gabriel Ériau (d)                          | 4 avril 1959         | [ b ]                |
| Daniel Doustin (d)                         | 1er août 1961        | [ c ]                |
| Tony Roche (d)                             | 8 mai 1964           | [ d ]                |
| Jean Rochet (d)                            | 12 juillet 1967      | [ e ]                |
| Henri Biard (en)                           | 30 octobre 1972      | [ f ]                |
| Jacques Chartron                           | 1er avril 1974       | [ g ]                |
| Marcel Chalet                              | novembre 1975        |                      |
| Yves Bonnet                                | 14 novembre 1982     | [ h ]                |
| Rémy Pautrat                               | août 1985            |                      |
| Bernard Gérard                             | 9 avril 1986         | [ i ]                |
| Jacques Fournet (d)                        | 28 mai 1990          | [ j ]                |
| Philippe Parant                            | 11 octobre 1993      | [ k ]                |
| Jean-Jacques Pascal                        | 28 août 1997         | [ l ]                |
| Pierre de Bousquet de Florian              | 4 juillet 2002       | [ m ]                |
| Bernard Squarcini                          | 28 juin 2007         | [ n ]                |

Bernard Squarcini est nommé directeur central du Renseignement intérieur à partir du 2 juillet 2008.

## Critiques et scandales

### Opérations sous fausse bannière
La DST a plusieurs fois été accusée de commettre sous fausse bannière des attentats en Bretagne au cours des années 1970 pour ainsi tenter de discréditer les actions du Front de libération de la Bretagne. L'affaire la plus importante reste celle de l'attentat de Roc'h Trédudon en 1974, où la DST est successivement accusée par Le Matin de Paris le 22 septembre 1981 et par Le Canard enchaîné le 30 septembre 1981 d'être responsable de l'attentat, ce dernier ayant pourtant été revendiqué par les clandestins bretons. La DST a toujours nié son implication dans cette affaire, mais reconnaît en revanche sa responsabilité dans l'attentat contre le domicile de Francis Bouygues à Saint-Malo en 1972.
De manière générale, depuis la fin des années 1960 et la montée en puissance des organisations indépendantistes en Bretagne, la DST a toujours été très active en Bretagne et a participé à l'arrestation de plusieurs centaines de militants bretons.

### Affaire duCanard enchaîné
Le 3 décembre 1973, des agents de la DST, déguisés en plombiers, ont été surpris en train d'installer un micro espion dans les bureaux du journal Le Canard enchaîné.

### Au cinéma
- 1973 : Le Serpent
- 1982 : Le Choc
- 1991 : Netchaïev est de retour
- 2008 : Taken
- 2009 : L'Affaire Farewell
- 2009 : Espion(s)